# Sueviota aprica
Sueviota aprica (лат.) — вид лучепёрых рыб рода Sueviota из семейства бычковые (Gobiidae).
Максимальная длина тела 1,4 см. В спинном плавнике 7 жестких и 10 мягких лучей. В анальном плавнике 1 жесткий и 9 мягких лучей. Во втором спинном плавнике 1 жесткий и 10 мягких лучей. Первый и второй жествие лучи спинного плавника нитевидные у самцов. Рыло с темным кончиком. В затылочной области есть красное пятно размером с диаметр глаза. Есть носовые, а также передние и задние межглазничные и подглазничные сенсорные каналы с порами, все остальные поры отсутствуют. Тело полупрозрачное бледно-желтоватое или беловатое. Голова розовая с оранжевыми и красными полосами, тело примерно с шестью коричневыми полосами. Плавники желтоватые с коричневатым пятном у основания передних спинных шипов. Обитают в западной части Индийского океана: архипелаг Чагос и западной части центральной части Тихого океана: Индонезия. Рифовая рыба. Встречается на глубине от 10 до 48 метров. Безвредна для человека, их охранный статус не оценивался, объектом промысла не является.